# Anima Sola
Anima Sola (Анима Сола или Одинокая Душа) — это изображение души в чистилище, основанное на римско-католической традиции, популярное в Латинской Америке, а также в большей части Андалусии, Неаполя и Палермо.

## Краткая история
Хотя ученые до сих пор не представили историю Anima Sola (или исп. Ánimas del purgatorio), практика молитвы за души в чистилище простирается, по крайней мере, до Тридентского собора, в котором было определено следующее:
«В то время как Католическая Церковь, наставляемая Святым Духом, опирается на Священное Писание и древнюю традицию Отцов, которой учили на Соборах и совсем недавно на этом Вселенском синоде (Sess. VI, cap. XXX; Sess. XXII cap.ii, iii) — существует чистилище и что душам в нем помогают страдания верующих, но главным образом приемлемая Жертва Алтаря; Священный Синод предписывает епископам, чтобы они усердно стремились к тому, чтобы здравое учение Отцов на Соборах о чистилище повсюду преподавалось и проповедовалось, соблюдалось и верилось верующими» (Денцингер, «Справочник вероучений, определений и деклараций по вопросам веры и морали», 1874).

## Различные интерпретации изображения
Анима Сола считается символом души, страдающей в чистилище. Папство и другие мужчины обычно изображаются на хромолитографиях, скульптурах и картинах, а женская душа — только на хромолитографиях. На наиболее известном изображении Анима Солы изображена женщина, освобождающаяся от своих цепей в темнице, окруженной пламенем, представляющим чистилище. Она выглядит раскаивающейся и благоговейной, а ее цепи разорваны, что свидетельствует о том, что после ее временных страданий она предназначена для небес.
Молитва Анима Соле — это традиция, во многом отличающаяся от более распространенного культа святых. Вместо молитвы святому, который затем обращается к Богу, Анима Сола представляет души в чистилище, которым требуется помощь как живых, так и божественных, чтобы облегчить их страдания в загробной жизни.
Анима Сола распространена во многих странах католического мира, хотя, возможно, наиболее сильна в Неаполе, где ее называют «культом душ в чистилище». В Латинской Америке Анима Сола — это «вера, глубоко укоренившаяся среди крестьян. Набожность восходит к первым колонизаторам, которые, вероятно, принесли образ, в котором душа представлена в виде женщины, страдающей от мук в чистилище, с цепями, сковывающими ее руки. Легенда о „жажде Христа“, о которой в Писании говорится, что Иисус жаждал на кресте, передается из уст в уста: говорят, что в Иерусалиме были женщины, которые поили тех, кого распинали. Днем в Страстную пятницу молодая женщина, Селестина Абденаго, поднялась на Голгофу. Из кувшина она напоила Дисмаса и Гестаса, но все же она презирала Спасителя; и по этой причине он приговорил ее страдать от жажды и постоянной жары чистилища».

## Магические традиции
Как и во многих католических символах, этот образ также встречается в спиритических традициях. Как описано в «Энциклопедии стихий 5000 заклинаний» Юдики Иллес:
Анима Сола переводится как «одинокая душа» или «одинокий дух» и относится к очень специфическому обетному образу. Основанный на римско-католических обетных статуях (теперь стандартизированные хромолитографии), этот образ особенно популярен в латиноамериканских магических традициях. На ней изображена женщина, стоящая среди вечно горящего пламени. Она смотрит вверх, протягивая скованные руки к небу. Горит ли ее душа в адском огне или ее сердце горит огнем любви? Якобы безответная любовь — вот что втянуло эту бедную душу в ее затруднительное положение: Анима Сола променяла вечное спасение на радости временной любви. Она вызывается только в самых отчаянных любовных заклинаниях, в которых в обмен на получение желанной любви заявитель соглашается заменить Аниму Солу в чистилище, когда они умрут.
Другая интерпретация заключается в том, что наиболее часто упоминаемые священные фигуры включают «Одинокую душу» [Анима Сола], которая нуждается в молитвах из-за своего затруднительного положения; Сан-Сильвестре, Санта-Елена и Сан-Онофре.

## Сантерия и Лукуми
В Сантерии или Лукуми — афро-карибской религии Кубы — наблюдается синкретизация Анима Сола с аллегорией Эшу. Эшу — это божественные посланники, обманщики, хозяева дорог и дверей, которые необходимы для того, чтобы все молитвы достигли своей цели. Эшу Аллегванна, один Эшу из сотен, считается старейшим из Эшу и существовал на Земле с незапамятных времен, задолго до того, как в мире появились не только люди, но и многие боги этой религии. Поэтому он синхронизирован с Одиноким Духом, поскольку многие африканские Боги были синкретизированы с католическими святыми или скрыты за ними в первые века рабства, когда практика африканских религий была подавлена. Анима Сола в некоторых традициях объединена в триаду с Непримиримым Духом и Доминирующим Духом.